# IC 3057
IC 3057 је ознака објекта на координатама са ректансцензијом 12h 15m 2,0s и деклинацијом - 44° 28" 24'. Открио га је Делајл Стјуарт, 1900. године. Каснијим посматрањима на том положају није уочен никакав астрономски објекат.